# Хорамакаси
Хорамака́си (рос. Хорамакасы, чув. Хурамакасси) — присілок у складі Чебоксарського району Чувашії, Росія. Входить до складу Ішлейського сільського поселення.
Населення — 181 особа (2010; 190 у 2002).
Національний склад:
- чуваші — 96 %